# メルローズ・インダストリーズ
メルローズ・インダストリーズ（英: Melrose Industries plc）は、イギリス・ロンドンに本拠を置き、エンジニアリング企業に投資している株式会社。ロンドン証券取引所上場企業（LSE: MRO）。

## 沿革
2003年に設立され、これまで、アメリカ合衆国の精密加工金属部品メーカーのダイカスト（Dynacast、2011年に売却）、エンジニアリング企業のMcKechnie（2007年に売却）、イギリスのエンジニアリング企業のFKI、ドイツの電力・ガス供給の自動制御システムメーカーであるElster Group（2015年にハネウェルに売却）などに投資を行っていた。
現在は、イギリスを本拠とする電気機器や航空機部品メーカーのBrush Group（2008年買収）と、アメリカ合衆国のセキュリティ・換気機器メーカーのNortek（2016年買収）を投資対象とし、Nortekの買収により注目を集め、株価の大幅な上昇をみた。2018年4月、イギリスのエンジニアリング企業のGKNを買収した。